# Krzysztof Cybiński
Krzysztof Cybiński (ur. 18 stycznia 1971 w Zielonej Górze) – polski aktor filmowy, teatralny i dubbingowy oraz lektor. W 1995 roku ukończył Państwowe Policealne Studium Wokalno-Aktorskie im. Danuty Baduszkowej w Gdyni.

## Życie prywatne
Jest mężem aktorki Joanny Węgrzynowskiej Cybińskiej

## Filmografia
- 2005−2006: Egzamin z życia – taksówkarz (odc. 31, 54)
- 2006: Bulionerzy – policjant (odc. 63)

## Dubbing

### Filmy
- 2009:
  - Program ochrony księżniczek
  - Barbie i trzy muszkieterki – Muszkieter #1
- 2008:
  - Piorun
  - Wyspa Nim
- 2007:
  - Rodzinka Robinsonów – Pan Harrington
  - Arka Noego – Puma
  - High School Musical 2
- 2006:
  - Dżungla –
    - Krokodyl #2,
    - Carmine

  - Na psa urok – Larry
  - Lis i pies 2
- 2010: Liceum Avalon – Trener futbolu
- 2011: Lemoniada Gada – Trener
- 2005: Chłopięca przyjaźń – Dr Nick Townsend
- 2001: Dwanaście okrążeń – Keith Allen
- 1999: Metamorfoza – Trener
- 1993: Miasteczko Halloween
- 1964: Mary Poppins

### Seriale
- 2021: Nic strasznego – Renton[1]
- 2018: Jabłko i Szczypior – Krewetka (odc. 5)
- 2007-2015: Fineasz i Ferb –
  - ochroniarz baru (odc. 24),
  - Siergiej Kuszmirow (odc. 75b),
  - kierowca zielonego tira (odc. 75b),
  - Johnny (odc. 76a),
  - reporter (odc. 77),
  - jeden z zawodników Nozdrzy (odc. 77),
  - blondwłosy mężczyzna (odc. 78a),
  - sprzedawca radia (odc. 94b),
  - prezenter (odc. 127),
  - David/Doktor Rozwałka (odc. 127)
- 2015: Miraculum: Biedronka i Czarny Kot –
  - André Bourgeois, burmistrz Paryża (oprócz odc. 9),
  - Tom Dupain, tata Marinette (odc. 5),
  - jeden z pasażerów metra (odc. 53),
  - jeden z mieszkańców Paryża (odc. 61),
  - Generał Misiewski (odc. 76)
- 2010:
  - Pokémon DP: Gwiazdy Ligi Sinnoh – Kenny (odc. 17, 23)
  - Leci królik –
    - Prezenter TV (odc. 1b),
    - jeden z nosnych chomików (odc. 2a)

  - Przyjaciele z Kieszonkowa
- 2009:
  - Przygody K9 –
    - spiker (odc. 14),
    - listonosz Pat (odc. 14)

  - Jake i Blake – Pan Fynk
- 2008–2009: Dex Hamilton – Kosmiczny entomolog –
  - Kamerzysta #2 (odc. 13),
  - Horacy (odc. 16),
  - Eryk (odc. 17),
  - Bobby Blitz (odc. 21)
- 2008:
  - True Jackson –
    - Pracownik Wesołej Jagódki (odc. 3),
    - DJ Snazy Jason (odc. 7, 9)

  - Batman: Odważni i bezwzględni
  - Pingwiny z Madagaskaru –
    - Czerwony Wiewiór (odc. 27a),
    - Karaczan #1 (odc. 29a),
    - Pancernik (odc. 37a)
- 2005–2008: Nie ma to jak hotel – Kirk (odc. 41)
- 2006–2007: Lola i Virginia
- 2007: Czarodzieje z Waverly Place –
  - Joey (odc. 22, 24, 25),
  - Mumia (odc. 57),
  - George (odc. 59)
- 2006: Szczypta magii

### Gry
- 2008:
  - Legend: Hand of God – Targon
  - Darkness Within: In Pursuit of Loath Nolder –
    - Arthur Jermyng,
    - Gerald

### Wykonanie piosenek
- 2018: Jabłko i Szczypior
- 2007-2015: Fineasz i Ferb (odc. 76)